# Khlórisz
Khlórisz (görögül: Χλωρίς Khlōris, amely a χλωρός khlōros szóból ered, jelentése „zöldessárga”, „halványzöld”, „halvány” vagy „friss”) nimfa a görög mitológiában. E név számos szövegi összefüggésben felmerül a különböző szövegekben. Néhány esetben a Khlórisz név ugyanarra vonatkozik, míg más esetekben teljesen eltérő alakról van szó, amely nem egyezik az eredetileg ismertté vált név viselőjével.

## Khlórisz nimfa
Khlórisz nimfát a tavasszal, a virágokkal, az új növények sarjadásával hozzák kapcsolatba, aki az elíziumi mezőkön lakott. Az ókori római írók szerint Khlórisz Flóra istennő görög megfelelője.

## Fordítás
Ez a szócikk részben vagy egészben  a   Chloris című angol Wikipédia-szócikk ezen változatának fordításán alapul.  Az eredeti cikk szerkesztőit annak laptörténete sorolja fel. Ez a jelzés csupán a megfogalmazás eredetét és a szerzői jogokat jelzi, nem szolgál a cikkben szereplő információk forrásmegjelöléseként.